# Wolf, Fuchs und Esel
Wolf, Fuchs und Esel ist eine griechische Fabel (AaTh 122A).

## Handlung
Der Fuchs und der Wolf ersannen einmal eine List, um den Esel fressen zu können. Sie kauften sich dafür ein Boot, beluden es mit Oliven und heuerten den Esel als Bootsmann an, um mit ihm auf dem offenen Meer allein zu sein. Dort nahm der Wolf erst dem Fuchs die Beichte ab, der gestand, dass er Hühner gestohlen und einige Hasen und Kaninchen erwürgt hatte, was für den Wolf nichts Besonderes war. Danach bekannte sich der Wolf dazu, Schafe, Ziegen und Kälber gerissen zu haben, dem der Fuchs jedoch nur eine Kleinigkeit beimaß. Der Esel aber beichtete schließlich, einmal seinem Appetit erlegen gewesen zu sein, sodass er ein Blatt Salat von seiner Ladung vernaschte. Entsetzt riefen Wolf und Fuchs zugleich „Oh, Herr Esel!“ sowie „Du aßest Salat ohne Öl und Essig, das ist keine Speise“ und sodann meinten sie zu ihm, dass seine Sünden zu groß seien, weswegen sie ihn nun auffressen müssten. Dem Esel verlangte es nach Vergebung, doch es half nichts und so bat er den Wolf, ihm wenigstens noch die Schrift seines verstorbenen Vaters vorzulesen, die sich unter dem Huf eines seiner Hinterbeine befände. Der Wolf gewährte ihm dies, schaute unter den Huf und bekam einen kräftigen Tritt ins Gesicht, woraufhin er sich im Meer wiederfand. Von Angst ergriffen sprang der Fuchs hinterher, und da die beiden ertranken, verblieb das Schiff, samt den Oliven, beim Esel.

## Hintergrund
Diese Version der Fabel, die im Deutschen den Titel Wolf, Fuchs und Esel trägt, stammt aus der Sammlung von M. Philindas aus Kyzikos (1894) und ist im Laographischen Archiv der Akademie Athen hinterlegt. Eine ähnliche Version aus Johann Georg von Hahns Griechische und Albanesische Märchen (Leipzig 1864), die aus Agia Anna in Nord-Euböa stammt, erhielt im Deutschen den Titel Der Wolf, die Füchsin und der Esel. Ursprünglich stammt die Fabel von dem griechischen Dichter Äsop. Nach Wilhelm Wagners Carmina graeca medii aevi (1873, 112 und 124) findet sie auch in dem mittelalterlichen Epos Die Legende vom ehrlichen Esel Erwähnung. Das Sprichwort „Er aß den Salat ohne Essig“, das aus der Fabel hervorging, soll ausdrücken, dass die Schwachen für geringfügigste Vergehen verurteilt werden, während die Stärksten der Ahndung für schwerste Verbrechen entgehen.